# Риу, Эдуар
Эдуар Риу (фр. Édouard Riou; 1833—1900) — французский художник и иллюстратор. Ученик Шарля-Франсуа Добиньи и Гюстава Доре. Известен своими иллюстрациями к романам Жюля Верна. Иллюстрировал также романы А. Дюма «Граф Монте-Кристо», В. Скотта «Айвенго», В. Гюго «Собор Парижской Богоматери». Сотрудничал с изданиями Tour du monde, Illustrated Times и La Chronique illustrée. Выпускал иллюстрированные альбомы, посвященные различным историческим событиям, таким как открытие Суэцкого канала.